# Buchskelett

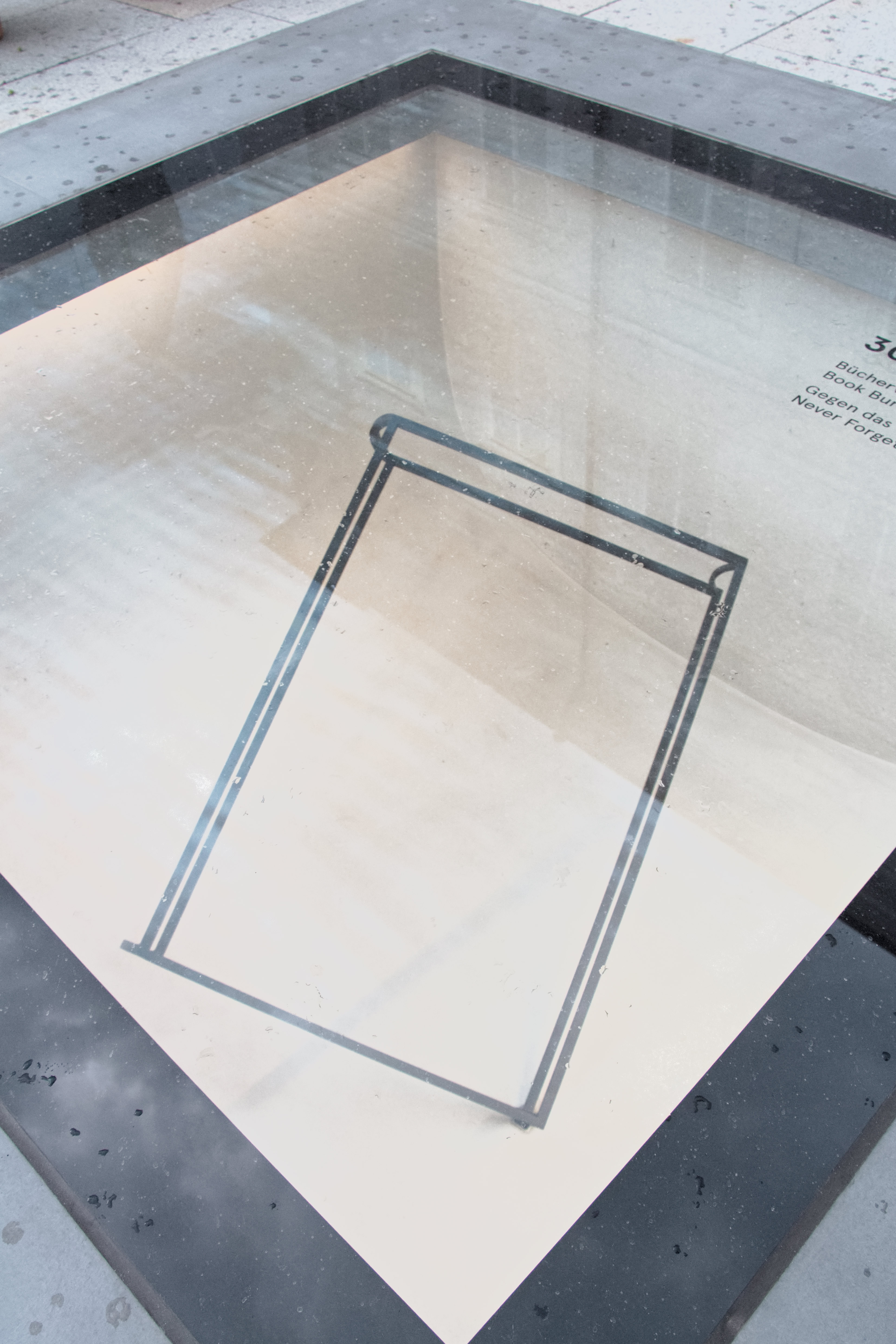
Buchskelett auf dem Salzburger Residenzplatz

Buchskelett ist der Name des Denkmals zur Erinnerung an die Bücherverbrennung der Nationalsozialisten am 30. April 1938 in Salzburg. Das 2018 enthüllte Werk von Fatemeh Naderi und Florian Ziller befindet sich auf dem Salzburger Residenzplatz in der linken Altstadt. Das teils umstrittene Mahnmal wurde erst 31 Jahre nach der ersten Forderung nach Installation eines derartigen Denkmals aufgestellt.

## Anlass und Vorgeschichte
Sieben Wochen nach dem Anschluss Österreichs an Hitlerdeutschland fand am 30. April 1938 am Salzburger Residenzplatz die größtinszenierte Bücherverbrennung in der österreichischen NS-Zeit statt. 
Initiiert wurde die Aktion, bei der rund 1200 Bücher verbrannt wurden, vom nationalsozialistischen Lehrerbund unter der Leitung von Karl Springenschmid. Beteiligt an der Ausführung, die in der Mitte des Platzes neben dem Residenzbrunnen stattfand, waren unter anderem auch Vertreter der SS und der SA sowie besonders der Hitlerjugend. Zu den bekanntesten Namen betroffener Autoren gehören Heinrich Heine, Arthur Schnitzler und Stefan Zweig. Es handelte sich dabei aber nicht, wie lange angenommen, um die einzige Bücherverbrennung in Österreich, allerdings fand nur diese international Beachtung.
Mitte der 1980er Jahre begann die Zeit, als – versinnbildlicht durch die Waldheim-Affäre – der Opfermythos von einem schuldlos in den Nationalsozialismus geratenen und von Nazi-Deutschland überrannten Österreich zusammenbrach und eine Diskussion um die NS-Beteiligung Österreichs in Gang kam. Ab dieser Zeit wurden auch an verschiedenen Orten in der Stadt Gedenkmale an die NS-Zeit (Roma- und Sinti-Denkmal am Ignaz-Rieder-Kai 1985, Euthanasie-Gedenktafel in der Christian-Doppler-Klinik 1989, Euthanasie-Denkmal im Kurgarten 1991, Antifaschismus-Mahnmal auf dem Südtirolerplatz 2002) errichtet, doch das Aufstellen eines Gedenkobjekts am Residenzplatz ging nur zögerlich voran.

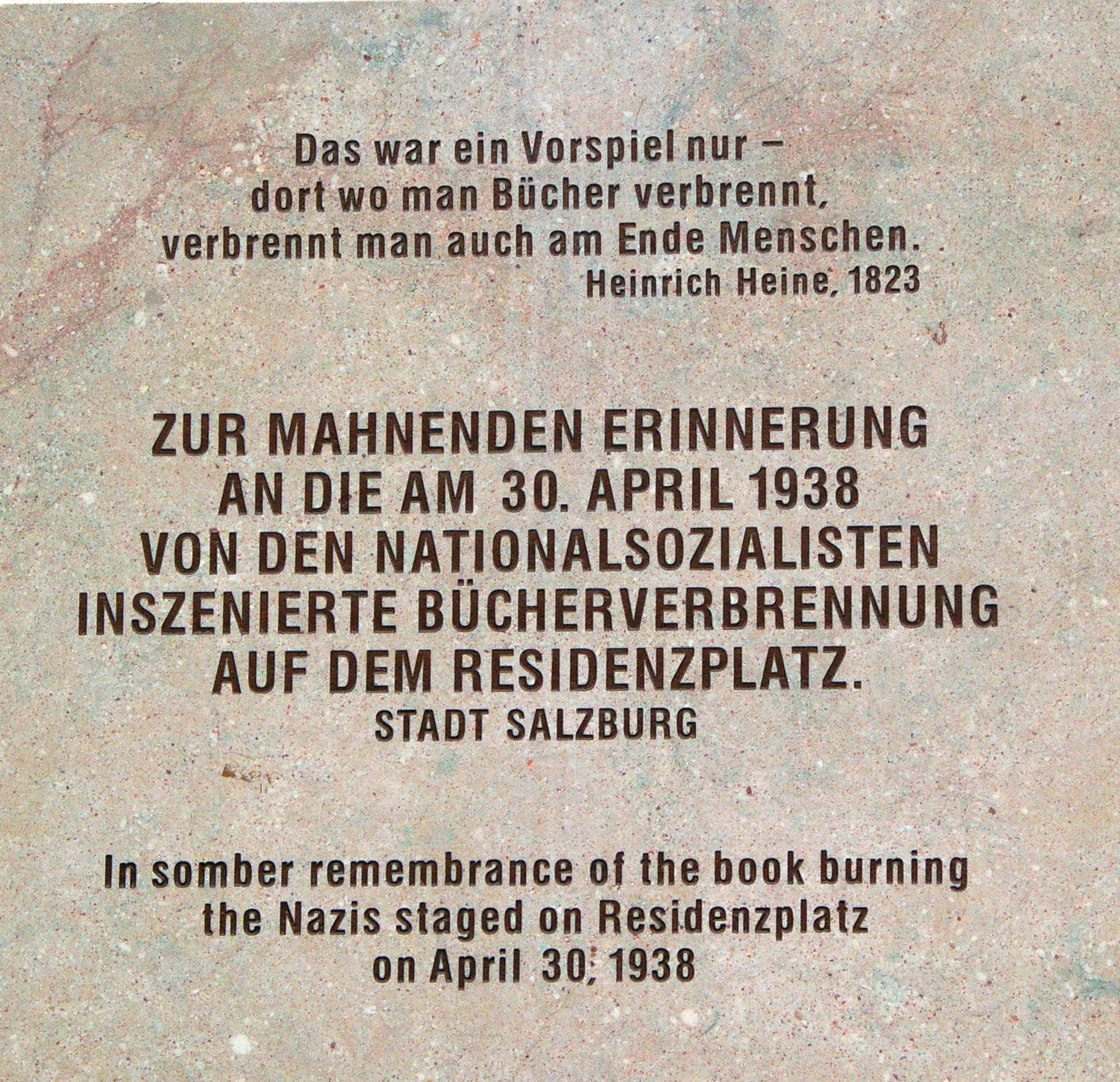
Inschrift der Gedenktafel an der Michaelskirche

Erstmals verlangte 1987 die Salzburger Autorengruppe, eine im Salzburger Literaturhaus angesiedelte Schriftstellervereinigung, ein Gedenken an die Bücherverbrennung in Salzburg, unter anderem mit dem Lyriker und Essayisten Erich Fried. 
Eine Forderung nach einem Denkmal gab es unter anderem auch 1998 seitens des Münchner Aktionskünstlers Wolfram Kastner. Als Ausdruck einer längeren Diskussion forderte dann 2006 wieder die Salzburger Bürgerliste im Stadtrat das Errichten eines Denkmals an diese Untat. Weitere Auseinandersetzungen mit diesem Thema gab es in der Folge 2007 mit einer Gedenkveranstaltung am Residenzplatz, gemeinsam veranstaltet unter anderem von der Israelitischen Kultusgemeinde, der Katholischen Aktion und dem Salzburger Literaturhaus und bei der auch der Schriftsteller Robert Schindel teilnahm. 2011 wurde dann seitens der Stadt an der auf dem Residenzplatz befindlichen Michaelskirche eine Gedenktafel an die Bücherverbrennung angebracht.

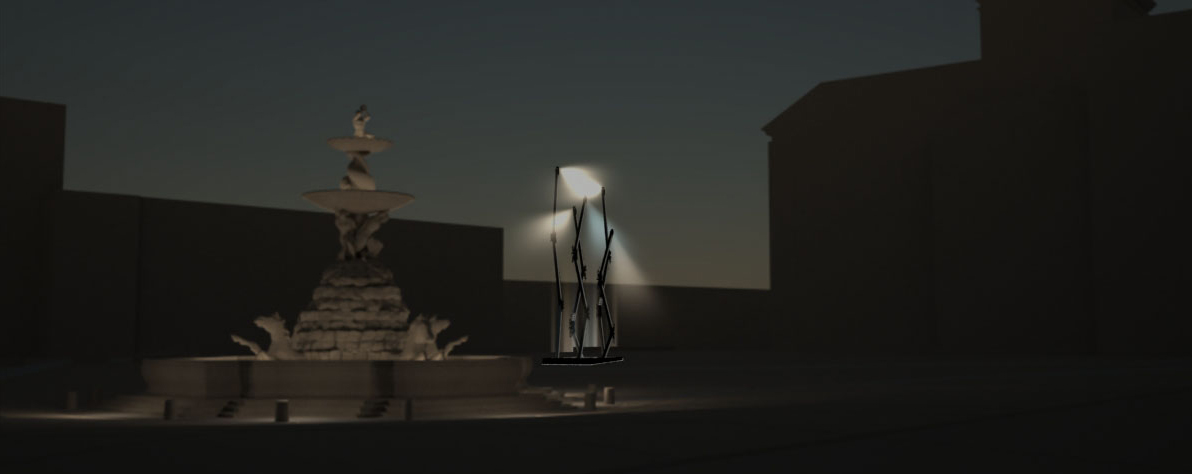
Modell eines Mahnmals neben dem Residenzbrunnen von Max Rieder

Die Forderungen nach einem Denkmal hielten aber an. Auch wurden etliche Entwürfe für ein derartiges Mal vorgelegt, etwa vom Salzburger Architekten Max Rieder. Ablehnungen von baulich großen Mahnmalen wurden unter anderem mit den Vorgaben des Salzburger Altstadterhaltungsgesetzes begründet. 2013 organisierte ein Aktionskomitee „Das freie Wort“ anlässlich der 75. Wiederkehr des Tages der Bücherverbrennung eine Gedenkaktion unter Teilnahme namhafter Künstler sowie von Persönlichkeiten wie etwa Holocaust-Überlebenden Marko Feingold, Zeithistoriker Oliver Rathkolb, Dramatiker Felix Mitterer oder Journalistin Barbara Coudenhove-Kalergi.
Letztendlich wurde 2015 im Salzburger Gemeinderat der Beschluss gefasst, im Zuge der geplanten Neugestaltung des Bodens des Residenzplatzes auch ein Mahnmal zu errichten. Ursprünglich war eine aufwendige Lichtinstallation vorgesehen, dann wurde 2016 ein internationaler Wettbewerb ausgeschrieben, der auch die baulichen Vorgaben für das Mahnmal enthielt: Das Objekt ist in den Boden eingelassen, und die Skulptur müsse in einem 2,40 × 2,40 × 2,70 m großen Kubus Platz finden, der von oben einsichtig ist. Der Entwurf solle sich künstlerisch mit dem Akt der Bücherverbrennung auseinandersetzen und auch einen Bezug zum Residenzplatz aufweisen. Die Kosten für die Errichtung und das Künstlerhonorar waren mit 200.000 Euro begrenzt. Aus über hundert Einreichungen ging das Werk Buchskelett als Siegerprojekt hervor, das von der iranischen Designerin Fatemeh Naderi und vom Halleiner technisch-künstlerischen Designer Florian Ziller, beide Absolventen der Kunstuniversität Linz, gemeinsam geschaffen wurde.
Im September 2017 wurde im Salzburger Gemeinderat die Umsetzung des Plans beschlossen. Die Enthüllung fand am 30. April 2018, dem 80. Jahrestag der Bücherverbrennung, statt. Der Zeremonie ging ein Festakt voraus, bei dem der Schriftsteller Michael Köhlmeier die Festrede hielt. Anlässlich des Jahrestags initiierten auch das Salzburg Museum und die Universitätsbibliothek Salzburg länger dauernde Ausstellungen zu diesem Thema.

## Gestaltung, Erscheinungsbild und Wirkabsicht
Das Mahnmal zeigt sich aus der Entfernung lediglich als eine in das Bodenpflaster eingelassene quadratische Einfassung aus Beton, die etwa einen halben Meter aus dem Boden ragt. Die Oberseite besteht aus einer Steinumrahmung und einer Glasabdeckung des darunter befindlichen Hohlraums, in dem sich die eigentliche Skulptur befindet. Diese besteht in Form eines aus dunklem Metall gefertigten Rahmens, der die Umrisse eines Buches nachzeichnet und damit ein Buchskelett symbolisiert, welches die verbrannten Bücher versinnbildlicht. 

„Das Kunstwerk muss ganz klar, deutlich und verständlich sein für alle […] Wenn etwas brennt, was bleibt übrig? Es bleibt ein Skelett, und dieses Skelett ist die Erinnerung eigentlich.“

Als Erläuterungstext daneben wird das historische Datum „30 April 1938“ angegeben sowie in separaten Zeilen die Schlagwörter „Bücherverbrennung“ und „Gegen das Vergessen“ auf Deutsch und Englisch („Book Burning“ und „Never Forget“). Der helle Raum, in dem das Buchskelett förmlich zu schweben scheint, ist ununterbrochen beleuchtet und besticht aufgrund des kargen Objekts und der wenigen Worte mit dieser Schlichtheit und Leere.

„Das ‚Buchskelett‘ von Naderi und Ziller tarnt sich also zunächst als harmloses Stadtmöbel [in Form einer vermeintlichen Sitzbank] und tut damit zunächst etwas, was vielleicht manche durchaus begrüßen werden: nicht weiter auffallen und nicht stören. Dann aber, beim näheren Hinsehen, vermag es durchaus zu verstören, vielleicht sogar zu beschämen durch seine lapidare, gar nicht anklagende oder wortreich erklärende Vorstellung des Unvorstellbaren, über die wir hier ganz unversehens und unvorbereitet stolpern, in die wir hinabblicken, nicht wie in einen Brunnen, um unser Spiegelbild zu erkennen, wohl aber reflektierend. Das Mahnmal macht auf intelligente und paradoxe Weise das Unsichtbare sichtbar, sowohl sein vordergründiges Unsichtbarsein als Denkmal als auch das von den Nazis beabsichtigte Unsichtbarsein sogenannter jüdischer oder klerikaler Literatur.“

Einige Zeit nach Enthüllung des Mahnmals wurde daneben eine Tafel mit Erläuterungen zum Denkmal in deutscher und englischer Sprache aufgestellt.

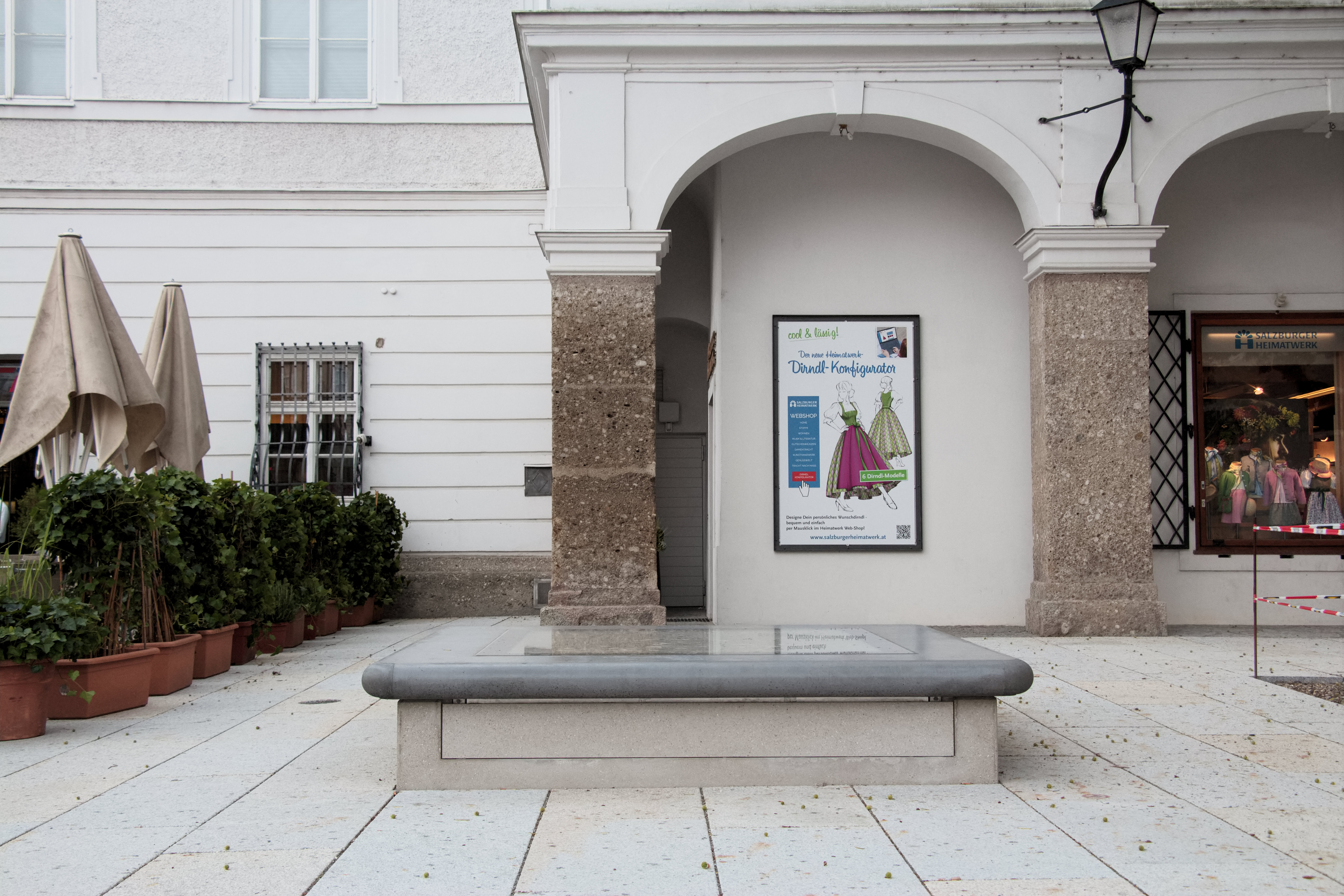
Erscheinung des Mahnmals auf dem Platz
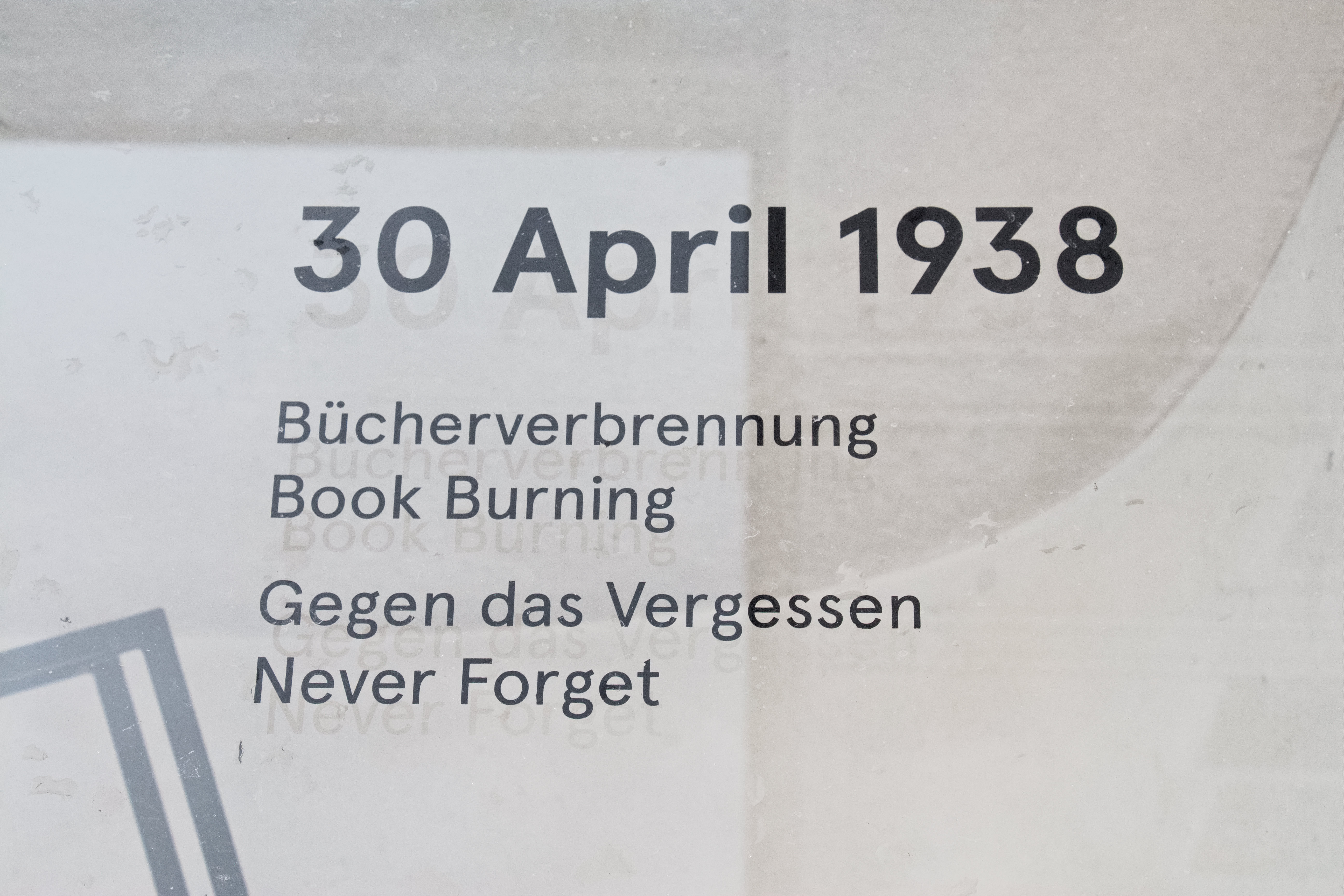
Text des Mahnmals
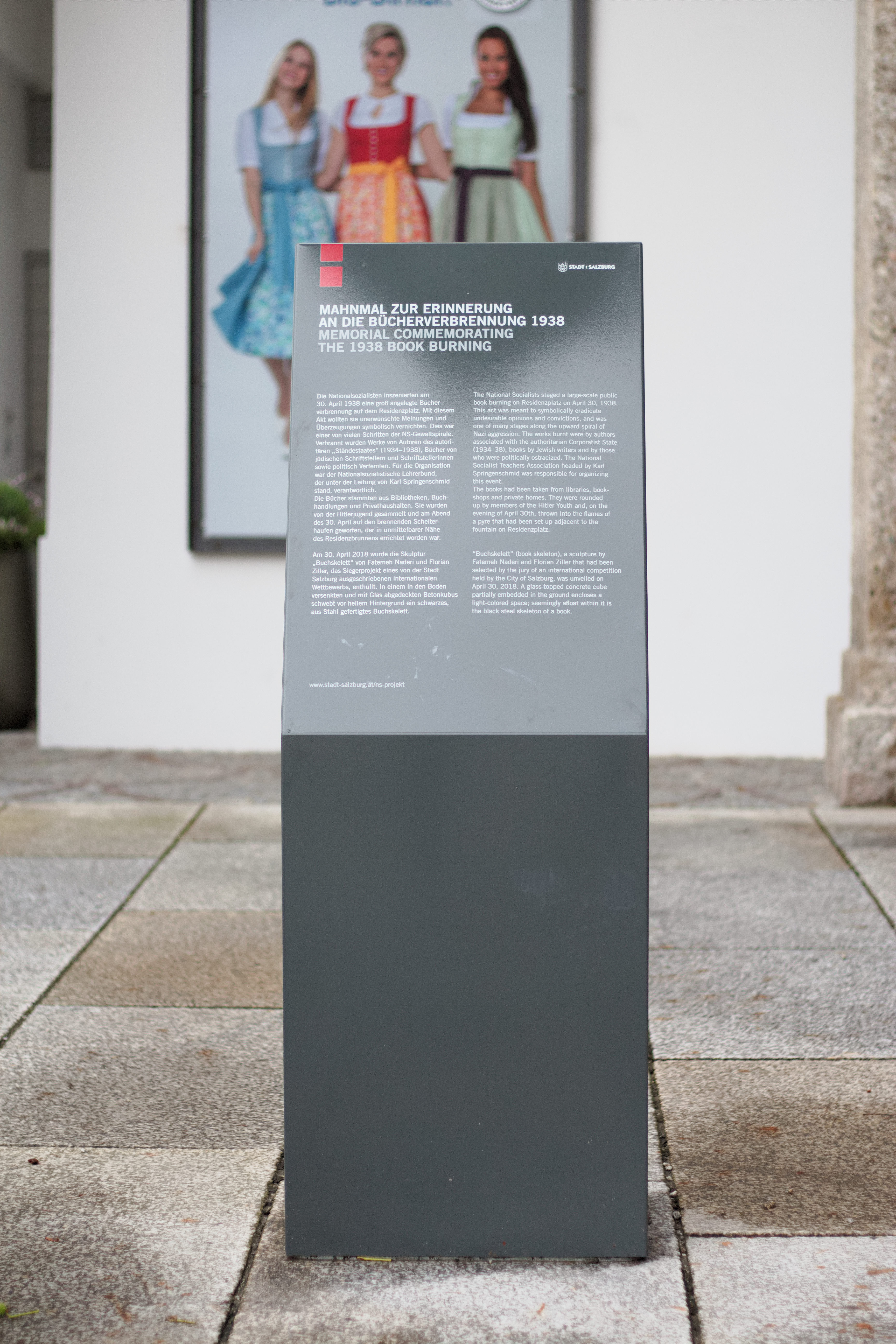
Tafel mit Erläuterungen zum Mahnmal

## Kritik
Das Mahnmal befindet sich am Rand des Residenzplatzes vor dem Salzburger Heimatwerk und damit vor dem Gebäude der Neuen Residenz, in dem auch das Salzburg Museum untergebracht ist. Über den Standort gab es wiederholt Diskussion, da das Mahnmal nicht an der Stelle der Bücherverbrennung stehe und damit das Geschehen und das Gedenken daran sinnbildlich an den Rand gedrängt werde. Auch passe es damit zur Aufarbeitungspolitik der Stadt:

„Andererseits macht der Standort auch genau den Stellenwert kenntlich, den die Stadt Salzburg und ihre BewohnerInnen heute der Aufarbeitung ihrer nationalsozialistischen Vergangenheit einräumen: durchaus an prominenter Stelle, aber nicht allzu auffällig.“

Als Argument gegen den Residenzbrunnen als Standort wurde seitens der Stadt die Tatsache eingebracht, dass der Platz auch als öffentlicher Veranstaltungsort wie für Rupertikirtag und Christkindlmarkt diene und daher die Stelle zu wenig pietätvoll sei.
Kritisiert wurde auch die Größe des Mahnmals. Seine im Vergleich zur Umgebung verschwindende Höhe und sein undeutliches Erkennen als Mahnmal würden der Sache zu wenig Bedeutung beimessen.
Sowohl Erscheinungsbild als auch Inhalt des Buchskeletts weisen eine frappierende Ähnlichkeit mit dem Denkmal zur Erinnerung an die Bücherverbrennung 1933 auf dem zentralen Berliner Bebelplatz auf. Dieses 1995 dort eingeweihte Denkmal ist ebenfalls in Form eines in den Boden eingelassenen, mit Glas überdeckten Kubus gefasst und ist gleichfalls nachts beleuchtet. Es zeigt leere Bücherregale.

## Dokumentation
Die Stadt Salzburg hat zum Anlass der Enthüllung des Mahnmals eine DVD herausgegeben (s. Nachweise), in der eine historische Einführung (Historikerin Sabine Veits-Falk), Stellungnahmen u. a. der beiden künstlerischen Schöpfer des Mahnmals sowie die vier Festreden (Brigitte Höfert, KZ-Verband, Monika Sommer, Haus der Geschichte Österreich, Anselm Wagner, Institut für Architekturtheorie, Kunst- und Kulturwissenschaften, TU Graz und Michael Köhlmeier, Schriftsteller) aufgezeichnet sind.

## Nachweise
- Stadt Salzburg (Hg.): Das Mahnmal auf dem Salzburger Residenzplatz. DVD, Salzburg 2019. ISBN 978-3-900213-42-8.
- Stadt Salzburg: Mahnmal zur Erinnerung an die Bücherverbrennung 1938. 27. April 2018, abgerufen am 10. September 2018.

1. ↑  Die Salzburger Historikerin Sabine Veits-Falk spricht von weiteren, vermutlich in kleinerem Rahmen durchgeführten Bücherverbrennungen in anderen Städten Österreichs. Vgl. dazu die Presseaussendung des Magistrats der Stadt Salzburg: Mahnmal zur Erinnerung an die Bücherverbrennung 1938. 27. April 2018, abgerufen am 9. September 2018. Ähnlich äußert sich der Zeithistoriker Oliver Rathkolb; vgl. dazu Gedenken an Bücherverbrennung 1938. In: ORF Salzburg. 30. April 2013, abgerufen am 10. September 2018. Eine Bücherverbrennung gab es auch am 21. Dezember 1938 in der Salzburger Gemeinde Thalgau; vgl. Thalgauer Bücherverbrennung. In: Salzburg-Wiki. Abgerufen am 10. September 2018.
2. ↑  Vgl. dazu auch den damals gesendeten Hörfunk-Beitrag zur Aktion der Salzburger Autorengruppe, abrufbar auf der Website des Salzburger Literaturhauses, sowie die Informationen auf dieser Seite, abgerufen am 10. September 2018.
3. ↑  Vgl. den Bericht zur Veranstaltung auf Literaturhaus Salzburg: Salzburg 1938 / 2013: Zeichen gegen Vergessen und für Zivilcourage. 5. November 2013, abgerufen am 10. September 2018.
4. ↑  Neuer Residenzplatz: Siegerprojekt präsentiert. In: ORF Salzburg. 1. März 2016, abgerufen am 11. September 2018.
5. 1 2  Bücherverbrennungsmahnmal: Kritik an Standort. In: ORF Salzburg. 17. Februar 2017, abgerufen am 11. September 2018.
6. ↑  Lebenslauf von F. Ziller und F. Naderi (abrufbar im Webarchiv archive.org). Abgerufen am 28. April 2024.
7. ↑  80 Jahre Bücherverbrennung – Gedenken und Erinnern. Ehemals im Original (nicht mehr online verfügbar); abgerufen am 11. September 2018. (Seite nicht mehr abrufbar. Suche in Webarchiven)(Seite in Webarchiven nicht auffindbar.)
8. ↑  Interview mit den Schöpfern des Kunstwerks. In: Das Mahnmal auf dem Salzburger Residenzplatz. DVD, Salzburg 2019, ISBN 978-3-900213-42-8.
9. 1 2  Anselm Wagner: Das Unsichtbare sichtbar machen. Rede anlässlich der Enthüllung des Mahnmals an die Bücherverbrennung 30. April 1938, Residenzplatz. Abgerufen am 20. Oktober 2020.
10. ↑  Stefanie Ruep: Bücherverbrennung: Salzburger Mahnmal am falschen Ort. In: Der Standard. 5. März 2017, abgerufen am 10. September 2018.